# Gonzalo Porras
Gonzalo Porras (Montevideo, 31 gennaio 1984) è un ex calciatore uruguaiano, di ruolo centrocampista.